# أرشيبالد هوى
أرشيبالد هوى (بالإنجليزية: Archibald Howie)‏ (و. – م)، فيزيائي من المملكة المتحدة.  1934
وهو عضو في الجمعية الملكية.

## التعليم
تعلم في جامعة كامبريدج، وجامعة إدنبرة، وكلية الثالوث، كامبريدج

## جوائز
حصل على جوائز منها:
- وسام هيوز (1988)
- قلادة ملكية
- قائد وسام الامبراطورية البريطانية
- زميل في الجمعية الملكية.